# Bronsskrift
| Tecknet 馬 (häst) skrivet med bronsskrift (vänster) och normalstil (höger) |  | Tecknet 馬 (häst) skrivet med bronsskrift (vänster) och normalstil (höger) |
| Tecknet 馬 (häst) skrivet med bronsskrift (vänster) och normalstil (höger) |  |                                                                            |

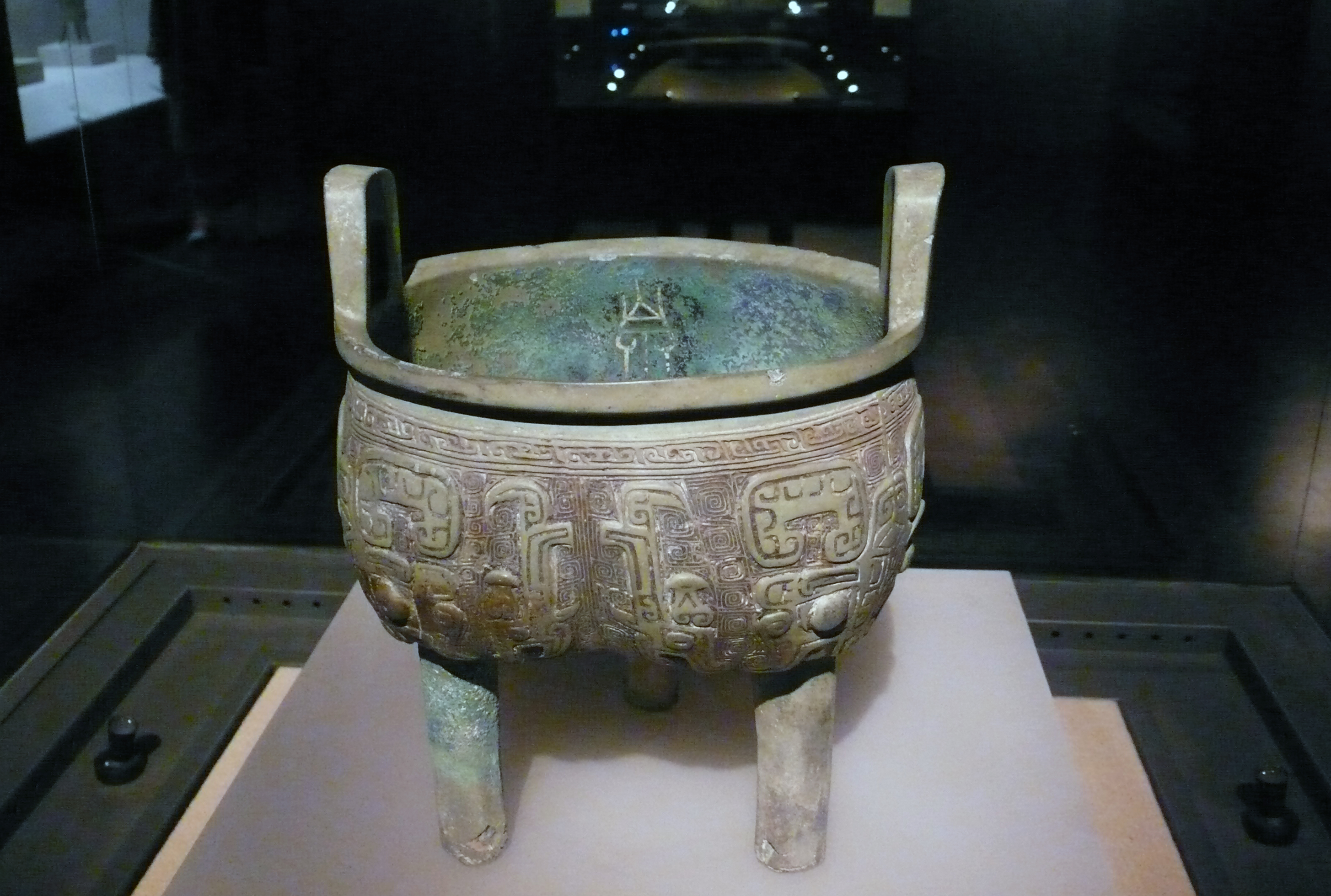
Ett bronskärl från Shangdynastin med bronsskrift.

Bronsskrift (金文; jīnwén) ('text på metall') är en tidig variant av kinesisk kalligrafi som fått sitt namn efter att texten är gjuten i bronsföremål. Bronsskrift är den äldsta bekräftade varianten av stor sigillskrift. De äldsta fynden är från slutet av Xiadynastin (ca 2070 f.Kr.–ca 1600 f.Kr.) och då bestod inskriptionerna av ett fåtal tecken och ingen löpande text.
Jämfört med den under Shangdynastin (ca 1600 f.Kr.–1046 f.Kr.) samtida orakelbensskriften så är bronsskrift mer arkaisk och orakelbensskriften representerade sannolikt den moderna skriften. 
Fram till ungefär 1100 f.Kr. användes bronsskriften huvudsakligen för att skriva namn på bronsföremål. Skriften var bildlik och oregelbunden. Under slutet av Shangdynastin började skriften användas för längre texter. Under Västra Zhoudynastin (1046 f.Kr–771 f.Kr.) gjordes texter med flera hundra tecken i bronsföremålen, och skriften blev organiserad och regelbunden. När Kina 771 f.Kr. gick in i Östra Zhoudynastin var bronsskriften tämligen enhetlig och tecknen mer eller mindre standardiserade.
Bronsgjutning med bronsskrift gjordes regelbundet fram till och med Handynastin (206 f.Kr.–220).